# 卑摩 (新南威爾斯州)
卑摩是澳洲新南威爾斯州雪梨的一個市區，位於雪梨商業中心區西南11（6.8英里）處，屬於間打巴利及班士廳市地方政府行政區。

## 教堂
- 希臘正教諸聖堂（All Saints Greek Orthodox Church）
- 聖公會聖艾賓堂（St Alban's Anglican Church）
- 天主教（英语：Catholic Church in Australia）聖若瑟堂（St Joseph's Catholic Church）
- 卑摩基督堂（Belmore Church of Christ）

## 學校
- 卑摩南公立學校（Belmore South Public School）
- 卑摩男子中學（Belmore Boys High School）
- 聖若瑟小學（St Joseph's Primary School）
- 諸聖文法學校（All Saints Grammar School），由希臘正教澳洲總教區運營[4]

## 圖集

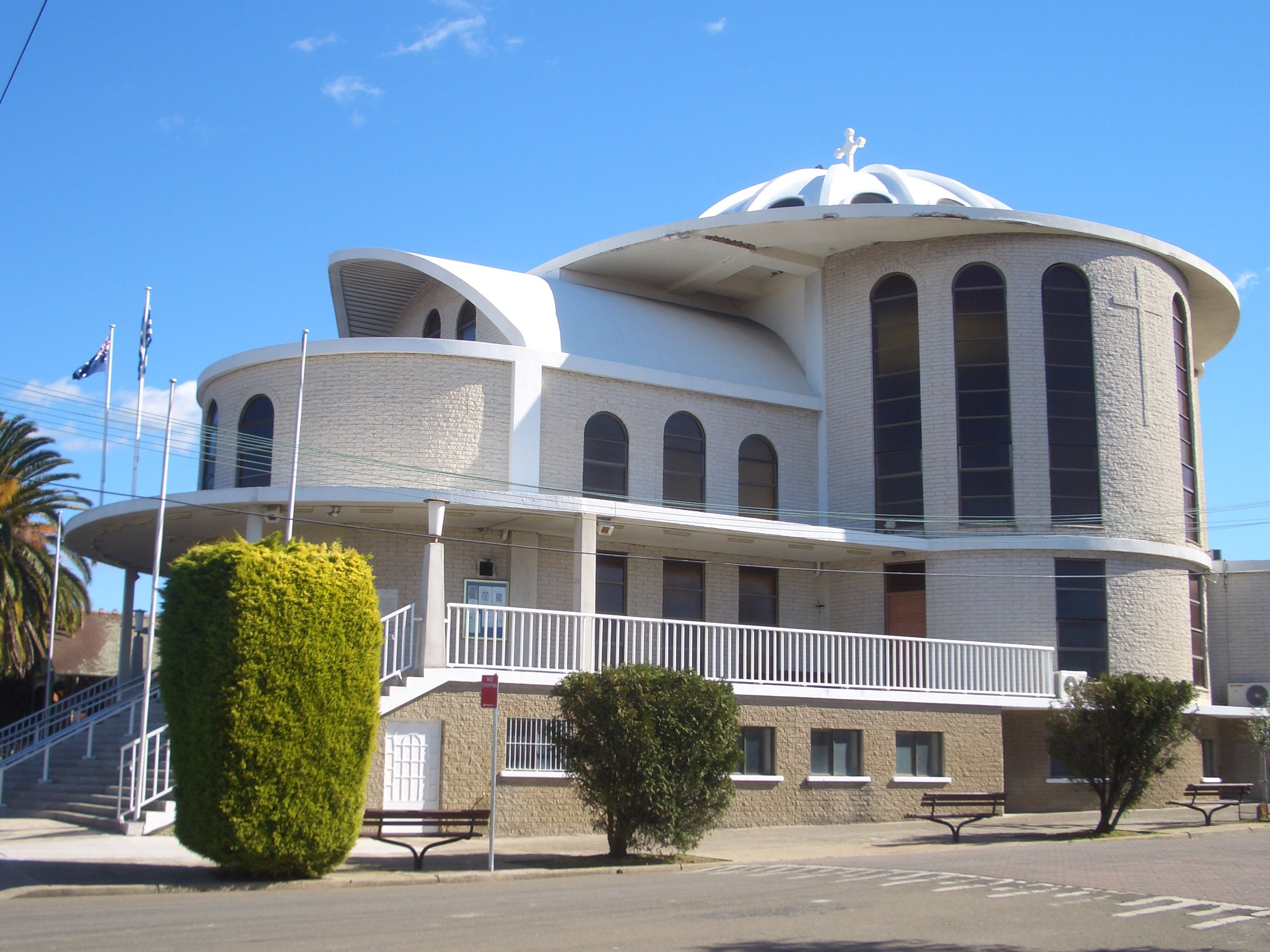
希臘正教諸聖堂
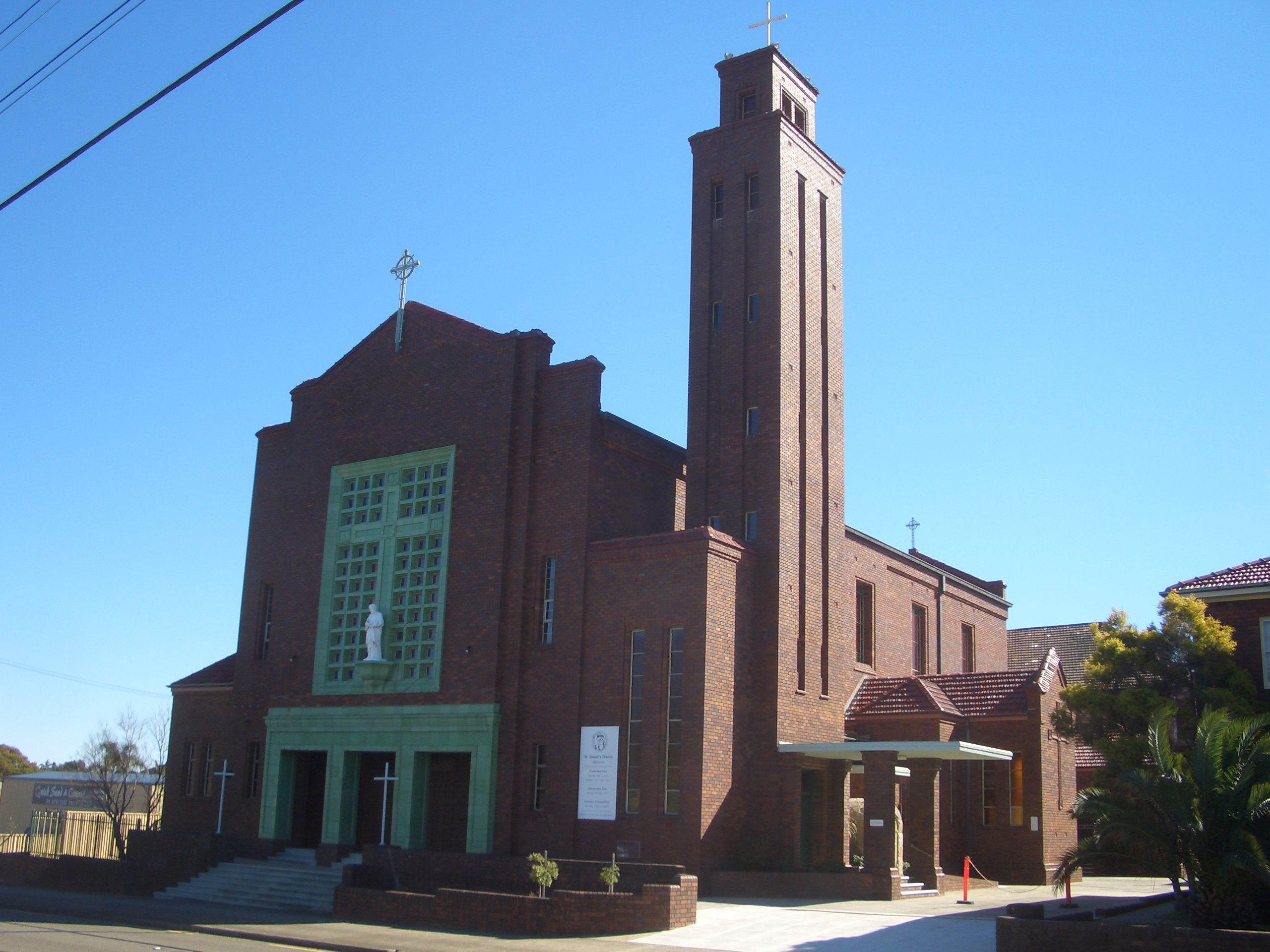
天主教聖若瑟堂
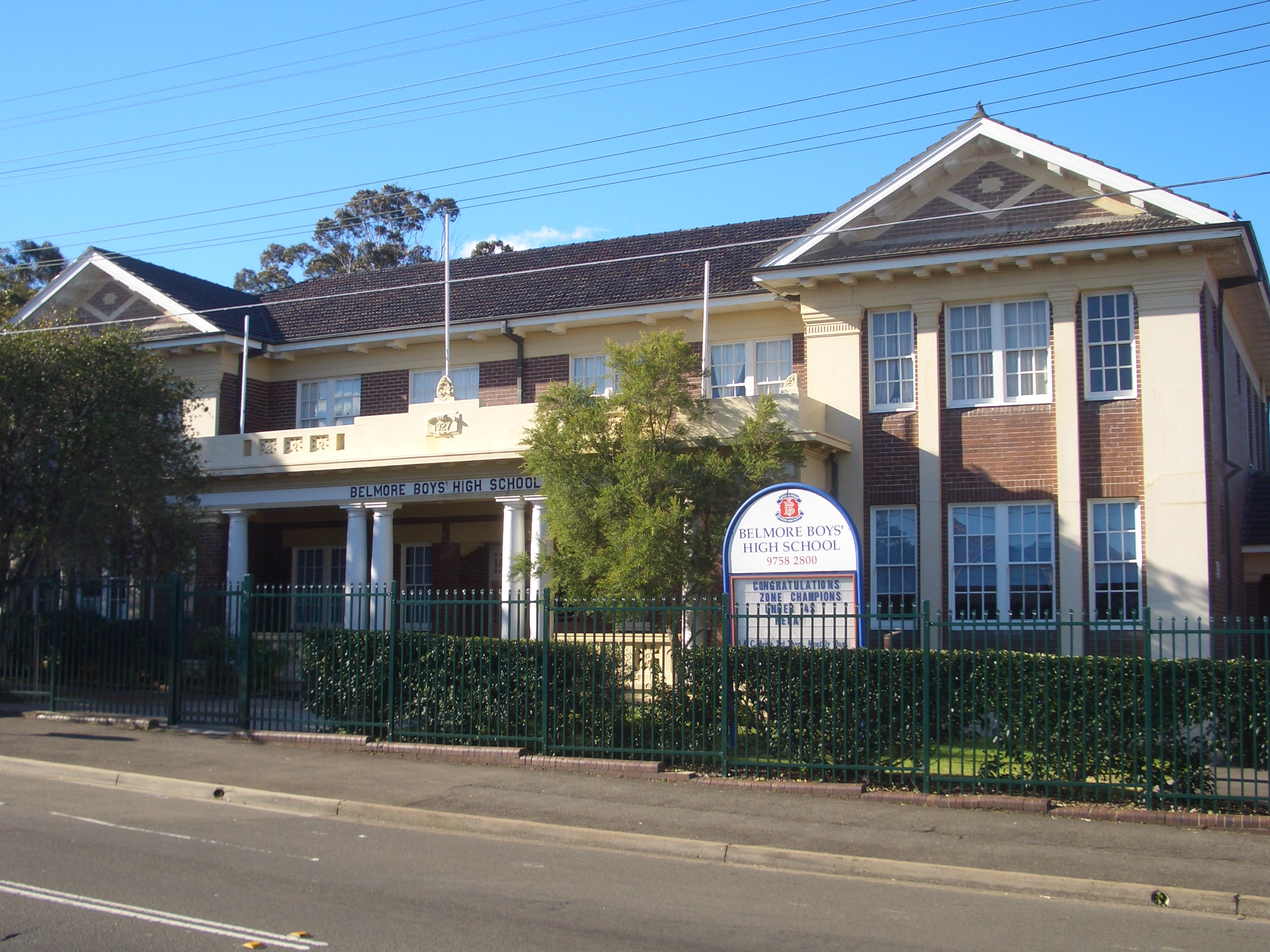
卑摩男子中學
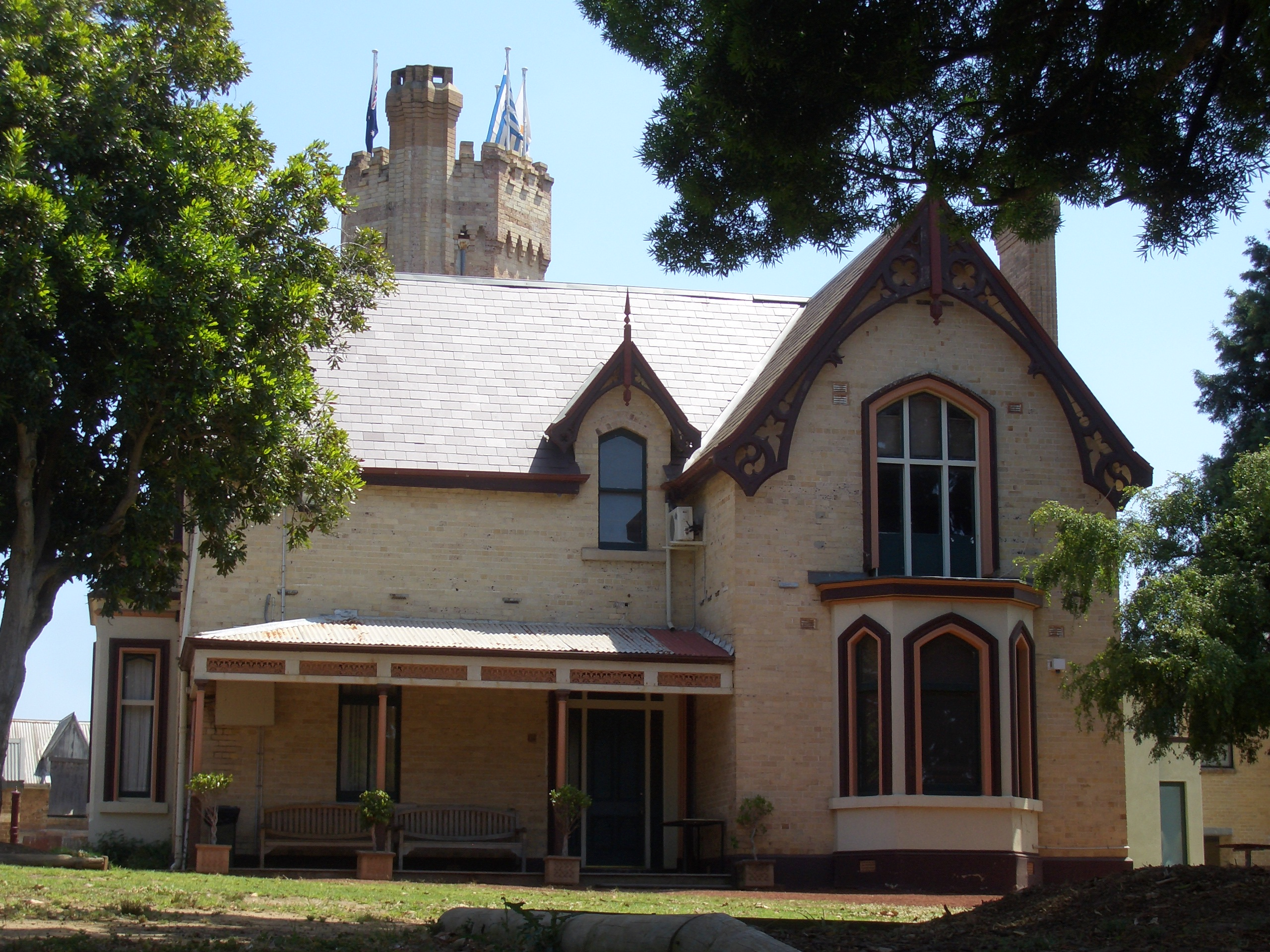
諸聖文法學校，位於科西街（Forsyth Street）

## 外部連結
- Lesley Muir and Brian Madden. . Dictionary of Sydney. 2009  [25 September 2015]. （原始内容存档于2023-12-19）. [CC-By-SA]
- Back to Belmore - Back to the Future, Back to Basics （页面存档备份，存于）

33°55′3″S 151°5′16″E / 33.91750°S 151.08778°E